# Judd Nelson

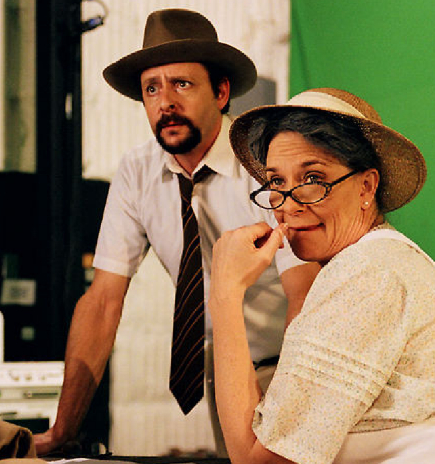
Judd Nelson mit Jeanmarie Simpson

Judd Nelson (* 28. November 1959 in Portland, Maine) ist ein US-amerikanischer Schauspieler und Mitglied des Brat Pack.

## Leben
Nelson studierte Philosophie am Haverford College in Pennsylvania. Zur Schauspielerei kam er, als er eigentlich nur einen Freund zu einem Vorsprechen begleiten wollte und das Vorsprechen gewann. Daraufhin zog er nach Manhattan und studierte Schauspiel bei Stella Adler.
Gleich zu Anfang seiner Karriere feierte er seine größten Erfolge mit John Hughes’ The Breakfast Club und Joel Schumachers St. Elmo’s Fire – Die Leidenschaft brennt tief. An diese konnte er jedoch nicht wieder anschließen, nicht nur dass seine folgenden Filme kommerziell erfolglos blieben, er wurde auch zweimal für die Goldene Himbeere als schlechtester Schauspieler nominiert, 1987 für Blue City und 1988 für Karriere mit links. In der Folge spielte er auch teilweise in Fernsehfilmen, bevor er 1996 eine der Hauptrollen der Fernsehserie Susan an der Seite von Brooke Shields erhielt. Bis 1999 spielte er in 76 Episoden der Serie.
Zuletzt war er in Direct-to-Video-Filmen wie Der Tag an dem die Erde stillstand 2 – Angriff der Roboter, Bad Kids Go to Hell und in Gastrollen in verschiedenen Serien zu sehen.

## Filmografie (Auswahl)
- 1984: Zoff in der Hoover-Academy (Making the Grade)
- 1985: St. Elmo’s Fire – Die Leidenschaft brennt tief (St. Elmo’s Fire)
- 1985: Fandango
- 1985: The Breakfast Club
- 1986: Das Model und der Schnüffler (Moonlighting, Fernsehserie, Folge 2x18 Camille)
- 1986: Blue City
- 1987: Beverly Hills Boys Club (Billionaire Boys Club, Fernsehfilm)
- 1987: Karriere mit links (From the hip)
- 1990: Far Out Man
- 1991: New Jack City
- 1992: Geschichten aus der Gruft (Tales from the Crypt, Fernsehserie, Folge 4x06 What’s Cookin’)
- 1993: Labyrinth – Liebe ohne Ausweg (Entangled)
- 1994: Airheads
- 1996–1999: Susan (Fernsehserie, 71 Folgen)
- 1997: Steel Man (Steel)
- 1999: Mr. Rock ’n’ Roll: Die Alan Freed Story (Mr. Rock ’n’ Roll: The Alan Freed Story)
- 2000: Outer Limits – Die unbekannte Dimension (The Outer Limits, Fernsehserie, Folge 6x18 Something About Harry)
- 2000: Stumme Schreie im See (Cabin by the Lake, Fernsehfilm)
- 2001: Stumme Schreie im See 2 (Return to Cabin by the Lake, Fernsehfilm)
- 2001: Lost Voyage – Das Geisterschiff (Lost Voyage, Fernsehfilm)
- 2001: Jay und Silent Bob schlagen zurück (Jay and Silent Bob Strike Back)
- 2006: CSI: Den Tätern auf der Spur (CSI: Crime Scene Investigation, Fernsehserie, Folge 6x22 Time of Your Death)
- 2006: Black Hole – Das Monster aus dem schwarzen Loch (The Black Hole, Fernsehfilm)
- 2007: CSI: NY (Fernsehserie, Folge 3x17 The Ride In)
- 2008: Der Tag an dem die Erde stillstand 2 – Angriff der Roboter (The Day the Earth stopped)
- 2008: Eleventh Hour – Einsatz in letzter Sekunde (Eleventh Hour, Fernsehserie, Folge 1x07 Surge)
- 2009: Der blutige Pfad Gottes 2 (The Boondock Saints II: All Saints Day)
- 2010: Psych (Fernsehserie, Folge 4x13 Death Is in the Air)
- 2010: Endure
- 2010: Two and a Half Men (Fernsehserie, 2 Folgen)
- 2011: Mayor Cupcake
- 2012: Bad Kids Go to Hell
- 2013: Nurse 3D
- 2015: Empire (Fernsehserie, 3 Folgen)
- 2018: Billionaire Boys Club
- 2019: Dauntless: The Battle of Midway
- 2021: Girl in the Basement
- 2022: The Most Dangerous Game

## Nominierungen
- 1987: Goldene-Himbeere-Nominierung für Blue City
- 1988: Goldene-Himbeere-Nominierung für Karriere mit links
- 2018: Golden-Globe-Nominierung für Billionaire Boys Club